# Torbat-e Heydarieh
Torbat-e Heydariyeh este un oraș din Iran.